# Kurt Hemmerling
Kurt Johannes Hemmerling (* 24. Juli 1898 in Dresden; † 26. Oktober 1977 in Auerbach im Erzgebirge) war ein deutscher Bauingenieur. Er war Spezialist im Theaterbau und arbeitete in der DDR an vielen Kulturhäusern.

## Leben

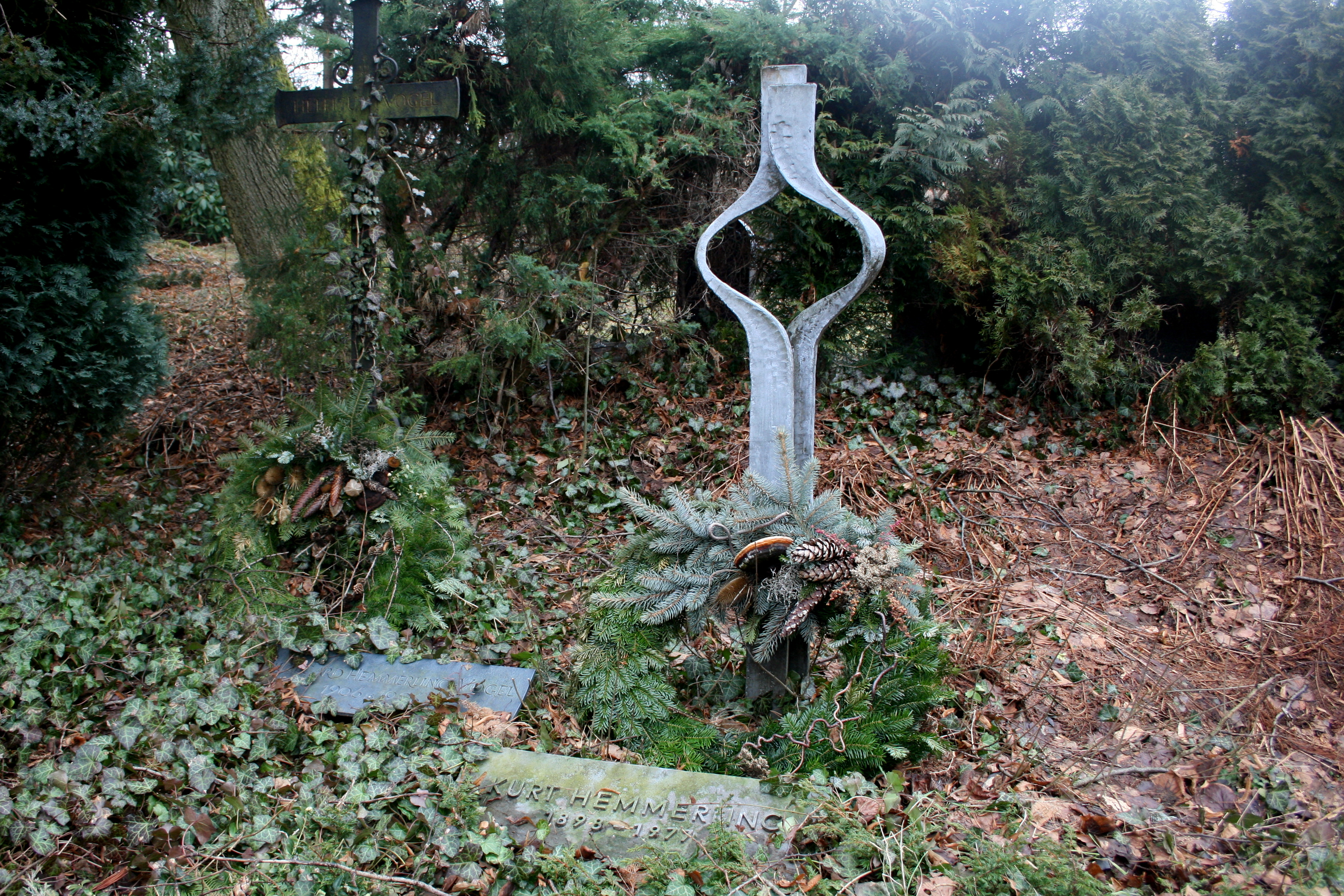
Hemmerlings Grab auf dem Friedhof in Auerbach

Hemmerling, Sohn eines Gärtners, verdiente sich sein Studium als technische Aushilfe auf der Bühne des Dresdner Schauspielhauses. Er arbeitete später als Assistent beim technischen Direktor Adolf Linnebach, der für sein Leben richtungweisend sein sollte, wie auch der Theaterbaumeister Martin Dülfer. Für seine 1923 abgelegte Diplomarbeit an der Dresdner Technischen Hochschule, den Entwurf eines Stadttheaters, wurden ihm die schriftlichen Prüfungsarbeiten erlassen. Noch vor Abschluss des Staatsexamens erhielt er von der Stadt Teplitz-Schönau einen Vertrag als Bauleiter für den damals berühmten Neubau des Stadtsälegebäudes mit zwei Theatern. Im Jahr 1925 folgten Projektierungsarbeiten der Bühnenanlagen für den Umbau des Hamburger Staatstheaters. Danach wurde er als Technischer Direktor an das Staatstheater Schwerin berufen. 1931 kam er in gleicher Position an die Städtische Oper Berlin. Im gleichen Jahr ernannte man ihn zum Professor an der Akademie der Künste in München. Nach zeitgenössischen Angaben wurde ihm als Technischen Direktor am Deutschen Opernhaus erst anlässlich des Jahrestages der Machtergreifung der Nationalsozialisten durch Adolf Hitler am 30. Januar 1937 der Professor-Titel verliehen.
Nach dem Zweiten Weltkrieg wurde Hemmerling 1946 vom thüringischen Ministerpräsidenten Rudolf Paul mit dem Wiederaufbau des Deutschen Nationaltheaters in Weimar beauftragt, das 1948 unter Teilnahme von Thomas Mann eröffnet wurde. Nach der erfolgreichen Lösung dieser schwierigen Aufgabe erhielt er neue Aufträge. So war er als Bauleiter bei den Wiederaufbauarbeiten des Opernhauses im damaligen Chemnitz und des Theaters des Friedens Halle beteiligt, die 1951 eröffnet wurden. Hemmerling betrieb in Weimar ein Atelier für Theaterbau, zu dessen Mitarbeitern Harry Schmidt-Schaller gehörte. Im Dezember 1953 wurde Hemmerling vom Präsidenten der DDR, Wilhelm Pieck, als ordentliches Mitglied in die Deutsche Bauakademie in Berlin berufen. Es folgten der Wiederaufbau der Staatsoper Unter den Linden in Berlin, die Reorganisation der Leipziger Theater, der Neubau der Leipziger Zentralwerkstätten und Magazine und des Neuen Opernhauses in Leipzig. Für den Wiederaufbau der Deutschen Staatsoper Berlin erhielt er 1956 gemeinsam mit Richard Paulick den Nationalpreis. Für den Neubau des Leipziger Opernhauses wurde ihm 1960 zum zweiten Mal der Nationalpreis zugesprochen. Im August 1960 wurde er zum technischen Direktor aller Leipziger Bühnen berufen und führte ab 1960 auch das von ihm gegründete Institut für Technologie kultureller Einrichtungen beim Ministerium für Kultur, an dem Bühnentechniker – auch aus dem Ausland – ausgebildet wurden.
1961 erhielt er von der Fakultät Bauwesen der Technischen Universität Dresden für besondere Verdienste auf dem Gebiet des Theaterbaus die Ehrendoktorwürde verliehen.
Hemmerling starb im Alter von 79 Jahren in seiner Wahlheimat Auerbach im Erzgebirge.

## Ehrungen
- Verleihung des Professor-Titels 1937 durch Adolf Hitler
- Nationalpreis der DDR 1956 und 1960
- Vaterländischer Verdienstorden in Bronze 1963[5]